# アイオル
『アイオルとミラベル』（フランス語: Aiol et Mirabel; オランダ語: Aiol en Mirabel）、または単に『アイオル』は、 古フランス語の武勲詩。おそらく12世紀の成立で、最古の稿本は1280年のものである。 中期オランダ語、スペイン語、 イタリア語に翻案されている。若き騎士で王甥のアイオルが、不当に追放処分を受けた父親エリー・ド・サン・ジルの汚名をそそぎ領地回復するために出奔する冒険であり、サラセン人であるミラベルを改宗させ妻に娶り、目的を達成する。
この詩の朗読が、 1212年、フィリップ2世の宮廷でひらかれた結婚式で演じられた可能性が示されている。

## あらすじ
エリー・ド・サン・ジルと妻アヴィス（Avisse）の追放の地ボルドーおいて、アイオルはうまれた。エリーは、異教徒サラセン人に対する武勲の誉高いにも関わらず、佞臣マケール・ド・ローザンヌの讒言によって貶められてルイの寵愛を失い、領地没収を受けた。しかもアイオルは、縁戚上は王の甥 、エリーは王の義理の兄弟なのであった。アイオルは森の中で育てられれ、ごく基礎的な騎士道の修練を積まされたにすぎなかった。アイオルは13歳となり、父親譲りの錆びついた甲冑をまとい、父の駿馬マルシュゲー（Marchegai）にまたがって家を出、ルイ王から父親が失った封土回復と名誉挽回の旅に出た（第 I–VI詩節; 207–206行）。詩では、父から子へ騎士の心得などの講釈が長文で語られ（74–356行）、ついにアイオルは叙任式にて騎士となる（XV詩節; 554行まで）。アイオルはポワティエに立ち寄るが、古びた甲冑を嘲笑される（第 XXV–詩節; 944行）。オルレアンでもやはり古鎧を笑いものにされるものの、じつは叔母である人物がアイオルの器量をみこみ、娘のリュシアーヌ[仮カナ表記]（Lusiane ）を向かわせてもてなしさせる。リュシアーヌは恋してしまうが、アイオルは使命を継続するため、彼女からのアプローチを拒絶する。あくる日、実はリュシアーヌが従妹であると知らされる（第 XXXIV–LVIII詩節; 1477–2276行）。

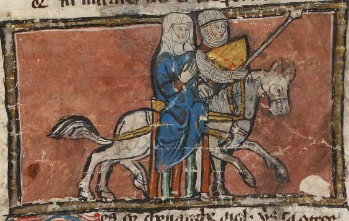
Aiol takes Mirabel with him to France (fol. 133v).

アイオルは出自を伏せたまま、ルイ王の支援を申し出、ある反乱の鎮圧にのぞみ、逆臣のブールジュ伯を捕獲する。皮肉にもこの伯爵は、エリーの放逐を不服とするため蜂起したのであり、じつはアイオルとは親戚であった。そのため、助命嘆願をし、王に受け入れられる（第 LVIX–LXXVI詩節; 2277–3086行）。
宮廷にサラセン人のトルヌブフ（Tornebeuf）という男が、パンプローナ王国（スペインにムーア人が建立した王国）のミブリアン[仮カナ表記]王（Mibrien）の使節としてやってきて、イスラム教とキリスト教とでどちらが上か雌雄を決そうという挑戦をつきつけた 。その果たし合いを受けると出願したアイオルは二人の騎士をつけ、パンプローナに向かう。とちゅう、マケール勢の妨害などに遭う。そしてアイオルはたまたまミブリアン王の娘ミラベル姫を拉致してアフリカの王族と企む輩から救出するが、この姫にアイオルは一目惚れしてしまい、そのまま駆け落ちて結婚するためオルレアンに向かう。悋気をおこしたリュシアーヌは（5188行）は、アイオルの出自を喋ってしまう。が、自分たちが本いとこ同士であると思い知らされ恋愛をあきらめる。王は、この頭角をあらわした若い騎士がエリーの息子と知って喜び、アイオルの願いをうけてエリーの封土を復活させる。 ミラベル姫は洗礼を受け（8136行）、アイオルと夫婦となり、その挙式はランス大司教が執り行った（8310行）（第 C–CC詩節;  3977–8317行）。
そして父エリーが回復した領地内のブルゴーニュ地方ラングルで披露宴の最中（8318, 8336行）、逆臣マケールは三万の軍勢（8335行）が攻め入り、新郎新婦を誘拐して、本拠ローザンヌ（かつては高ブルグント領、現今はスイス国内）で幽閉した。ミラベルは双子を産むが、マケールは子供らを奪ってローヌ川に投じてしまう 。たまたまティエリー・ド・ローザンヌとう貴族が夜釣りをしており（9201行）、双子の男子らを救助するが、マケールを警戒し、男子らを連れてヴェネツィアのグラシアン王の元に走り、そこに仕える。洗礼を受た子供らはマネシエとトマ[ス]（9353行）と名付けられる。 （第 CC–CCL詩節; 8318–9406行）。
マケールは民の人望を失い、ローザンヌを逃亡するが、アイオルとミラベルを引き連れ、ミラベルの父王に突き出してしまう。キリスト教を棄教するように迫られるが、拒否して投獄される。アイオルは盗賊に奪われ、グラシアン王に売り飛ばされる。グラシアン王は、アイオルに名馬パッサヴァン[仮カナ表記]（Passavant 10021, 10051行）、登用されたアイオルはテッサロニキ陥落の活躍をする。グラシアン王が養子とした双子をみて、自分の子供らのことを思い出すが、アイオルは二人が死んだものと信じたままであったが、そこをティエリーの妻が事情を説明し、父と息子らが再開を果たす。ルイ王にも助けられ、アイオルとグラシアン王はミラベルの救出に成功する。敗北したミブリアン王は改宗し、四つ裂きの刑に処される。アイオルとミラベルそしてエリーは、ブルゴーニュ領へ帰還。二人の息子はヴェネツィアに帰参する（詩節第 CCL–CClXXXVI; vv. 8318–10983）。

## 稿本・版本

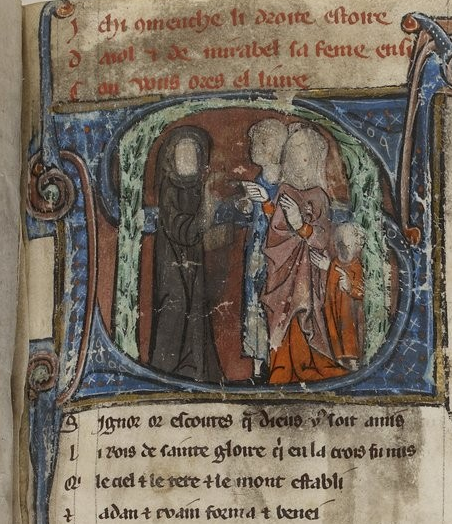
インキピット（冒頭部）。ミニアチュール画と『アイオル』と初4行。フランス国立図書館（BnF）蔵、fonds français 25516 写本、第96葉表

古フランス語で書かれた最古写本は、全11,000行ちかく、現存最古の写本である。 韻律構成は、作品に二つの部分があり、前部は十音節（6/4 に分かれる変則格律）で後部はアレクサンドラン律である。
フランス国立図書館蔵の当該写本（BnF Français 25516）には、『エリー・ド・サン・ジル』の武勲詩も所収されており、本来、マルグリット・ド・フランドル所有の文庫にあった可能性が指摘される。この二作品をあわせて、サン=ジルの小サイクル（シークル）と称す。当本の成立は1275–90年頃で、ピカルディ地方で書かれたものだが、底本におそらく 1170 年頃成立のものが使われていると目される。
この二作の詩は、1212年、フィリップ2世の宮廷で開かれたジャンヌ・ド・コンスタンティノープル（ド・フランドル）とフェランの結婚式の場で吟唱された可能性がある。
最初の版本は、ジャック・ノルマン・ガストン・レノー共編の1877年版である。 次いで『アイオル』と『エリー』の二作を所収した版本がオーストリアの語学者ヴェンデリン・フェルスターの校訂により、1876–1882年に発表された。
英訳対訳版は、Malicote と Hartman 共編で 2014年に出されている。また、アルドワン編本（Jean-Marie Ardouin、2010 論文）が、2016年に公開出版されている。

### 他の言語翻案
この作品の人気を物語るのが（オランダ、スペインなど）いくつもの言語において翻案されていることである。中期オランダ語では、二種類の翻案が成立し、方言から「フラマン語版アイオル」と「リンブルフ語版アイオル」に分けられている。いずれも断片しか現存しない（フラマン語版は約1200詩行が、1350年頃の写本に現存する）。
古フランス語の原作により忠実なのがリンブルフ語版で、フラマン語版は、再話であり、フランス語原作より1/3ほどが省略されたとみなされている。戦闘、決闘、封土回復などの部分を大きく削り、かわりに宗教的な要素を加筆したアレンジがくわわっている。
イタリア語の翻案は、『アイオルフォ・デル・バルビコーネ（Aiolfo del Barbicone）』（14世紀末頃、アンドレア・ダ・バルベリーノの作）があり、また、16世紀初頭頃の韻文体の作品も、2度において版本にされている。
スペインのモンテシーノス物語が、いくつもの面でアイオルに酷似する。

## 批評
作中随所にある多言語の使用が着目されている。ジョーンズ（Catherine M. Jones）は、『アイオルとミラベル』を、他にも多言語をつかった武勲詩（『アリスカン』、『オランジュ陥落』など）と比較し、多言語（14か国語）をあやつるミラベルなどは、常套モチーフだとしている。異教徒王女の英才教育の一環で、ミラベル（や『ゴーフロワ』の妻）などは、やがてキリスト教の騎士に出会うこともあろうときのために、言語を学んでいる。

## 版本
- Normand, Jacques; Raynaud, Gaston, eds (1877). Aiol: chanson de geste publiée d’après le manuscrit unique de Paris. Paris: Firmin Didot
- Foerster, Wendelin, ed (1876–1882). Aiol et Mirabel und Elie de Saint Gille. Heilbronn: Henninger
  - Reprint: Martin Sändig, Wiesbaden, 1967
- Malicote, Sandra C.; Hartman, A. Richard, eds (2014). Aiol: A Chanson de Geste. New York: Italica. ISBN 9781599102191